# XKeyscore
XKeyscore es un sistema informático secreto utilizado por la Agencia de Seguridad Nacional de Estados Unidos para la búsqueda y análisis de datos en Internet sin autorización previa. El programa se ejecuta en forma conjunta con otros organismos internacionales como la Dirección de Señales de Defensa de Australia, y la Oficina de Seguridad de Comunicaciones del Gobierno de Nueva Zelanda. Su existencia fue revelada en julio de 2013 por Edward Snowden, ciudadano estadounidense y exempleado de la NSA.
La existencia del programa se reveló públicamente en julio de 2013 por Edward Snowden en forma conjunta en los diarios The Sydney Morning Herald y Rede O'Globo, aunque el nombre en clave es mencionado en artículos anteriores, y como muchos otros nombres clave, incluso en búsquedas de ofertas de trabajo y currículos en línea de sus empleados.

De acuerdo con O'Globo, XKeyscore detecta la nacionalidad de los extranjeros mediante el análisis del lenguaje utilizado en correos electrónicos interceptados, y según el diario se ha aplicado a América Latina y específicamente en Colombia, Ecuador, México y Venezuela. Según Der Spiegel, XKeyscore también tiene la capacidad de importar datos de forma retroactiva de varios días atrás.
El programa busca dar mayor utilidad e inteligencia a las redes de computadoras, en lo que la NSA llama Digital Network Intelligence (DNI). El propósito es permitir a los analistas buscar metadatos, contenido de correos electrónicos, historial de navegación, nombres, números de teléfono, direcciones IP, idioma y ciertas palabras claves de cualquier actividad que se haya realizado en Internet.
Los datos que se han filtrado de XKeyscore parecen dejar claro que este programa permite acceder a enormes bases de datos de diversas agencias con un simple (y vago) formulario y sin revisión previa de la NSA o de la justicia, procesando dicha petición 6 [https://www.theguardian.com/world/2013/jul/31/nsa-top-secret-program-online-data}